# 赫韋羅斯區
赫韋羅斯區（西班牙語：Distrito de Jeberos），是秘魯的一個區，位於該國東北部洛雷託大區的上亞馬遜省，始建於1857年1月2日，面積4,574.11平方公里，海拔高度165米，2005年人口3,855，人口密度每平方公里0.84人。